# Werner Kirsch (Betriebswirt)
Werner Kirsch (* 13. Dezember 1937 in Augsburg) ist ein deutscher Wirtschaftswissenschaftler.

## Leben
Werner Kirsch, Sohn von Lotte Kirsch, geborene Böhner, und Erwin Kirsch, studierte Betriebswirtschaftslehre an der Ludwig-Maximilians-Universität München (LMU), der Universität zu Köln und der Freien Universität Berlin. In München wurde er 1964 an der staatswirtschaftlichen Fakultät der LMU mit der Arbeit Gewinn- und Rentabilitätsmaximierung als Determinanten des Unternehmungsgleichgewichts zum Dr. oec. publ. promoviert. 1968 habilitierte er sich an der Münchener LMU, wo er seine Lehrtätigkeit als Privatdozent aufnahm.
Im Jahr 1969 wurde er auf einen Lehrstuhl für Betriebswirtschaftslehre an die Universität Mannheim berufen. 1975 wechselte er als Ordinarius für Betriebswirtschaftslehre und strategische Unternehmensführung an die Ludwig-Maximilians-Universität München und wohnte dann in Herrsching am Ammersee. 1986 übernahm er den Lehrstuhl für Industriebetriebslehre von seinem langjährigen Mentor Edmund Heinen. Zum Ende des Wintersemesters 2005/2006 wurde er emeritiert. Seit 2004 ist er Leiter des Zentrums für organisationstheoretische Grundlagenforschung an der Ludwig-Maximilians-Universität in München.
Neben seinem Ehrendoktorat der Universität Witten/Herdecke wurde Kirsch 1996 von der Universität St. Gallen für „seinen Einsatz für die Entwicklung einer angewandten Managementlehre und seine herausragenden Beiträge zu einer evolutionären Theorie der strategischen Führung, deren Begründungszusammenhänge weit über eine klassische Betriebswirtschaftslehre hinausreichen“ mit einem Ehrendoktor der Wirtschaftswissenschaften geehrt.
Bis zum Jahr 2000 war Werner Kirsch Vorsitzender des Aufsichtsrats der Berliner Dienstleistungs-Aktiengesellschaft und Geschäftsführer des Beratungsunternehmens Strategema GmbH. Seit 1990 ist er Vorsitzender des Verwaltungsrats der Dachser GmbH und Co. KG.
Kirsch hat zahlreiche Bücher und Artikel (zum Teil mit Koautoren) publiziert, welche verschiedentlich auch unter den Begriff der „Münchner Schule“ subsumiert werden. Besondere Beachtung fanden die Bücher Wegweiser zur Konstruktion einer evolutionären Theorie der strategischen Führung sowie Kommunikatives Handeln, Autopoiese, Rationalität. Seine zentralen Ideen sind in seinen drei letzten Werken zusammengefasst, die als eine Art Trilogie verstanden werden können: (1) Betriebswirtschaftliche Forschung: Wissenschaftstheoretische Grundlagen und Anwendungsorientierung, welches die wissenschaftstheoretische Grundposition zum Ausdruck bringt, (2) Unternehmensführung: eine evolutionäre Perspektive, das die Grundkonzeption der evolutionären Führungslehre wiedergibt und (3) Evolutionäre Organisationstheorie, welches die Grundzüge des spezifischen Organisationsverständnisses zusammenfasst.

## Schriften (Auswahl)
- Entscheidungsprozesse. 3 Bände. 1970–1971.
- Betriebswirtschaftliche Logistik. 1973.
- Die Wirtschaft. 1975.
- Die Betriebswirtschaftslehre als Führungslehre. 1977.
- Management-Informationssysteme. 1977.
- Marketing von Investitionsgütern. 1978.
- Empirische Explorationen zu Reorganisationsprozessen. 1978.
- Das Management des geplanten Wandels von Organisationen. 1979.
- Standardisierte Anwendungssoftware in der Praxis. 1979.
- Mitbestimmung in der Unternehmenspraxis. 1984.
- Managementsysteme. 1989.
- Unternehmenspolitik und strategische Unternehmensführung. 1990.
- Beiträge zu einer evolutionären Führungslehre. 1997.
- Strategisches Management: Die geplante Evolution von Unternehmen. 1997.
- Kommunikatives Handeln, Autopoiese, Rationalität. 1997.
- Wegweiser zur Konstruktion einer evolutionären Theorie der strategischen Führung. 1997.
- Die Handhabung von Entscheidungsproblemen. 1998.
- Die Führung von Unternehmen. 2001.
- Betriebswirtschaftliche Forschung: Wissenschaftstheoretische Grundlagen und Anwendungsorientierung. 2007 (mit David Seidl und Dominik van Aaken).
- Unternehmensführung: Eine evolutionäre Perspektive. 2009 (mit David Seidl und Dominik van Aaken)
- Evolutionäre Organisationstheorie. 2010 (mit David Seidl und Dominik van Aaken).